# Bashundhara Kings Arena
El Bashundhara Kings Arena (en bengalí: বসুন্ধরা কিংস এরিনা), conocido simplemente como Kings Arena, es un estadio de fútbol ubicado en el Bashundhara Sports Complex, siendo la sede de los equipos Bashundhara Kings y Sheikh Russel KC. Está localizado en la capital Dhaka, Bangladés y es considerado como uno de los complejos deportivos más grandes del país.

## Historia
Fue inaugurado el 17 de febrero de 2022 y diseñado por el arquitecto Mohammad Foyez Ullah de Volumezero Limited. Su capacidad aumentada es de 14,000 espectadores. Su capacidad actual es de 6,000 espectadores.
El primer partido de fútbol que se jugó en el estadio fue por la BPL entre el Bashundhara Kings contra el Bangladesh Police FC el 17 de febrero de 2022, que terminó con victoria para los Kings por 3–0, siendo Robson Azevedo da Silva el anotador del primer gol en el estadio.
El 3 de febrero de 2024 Minhajul Abedin Ballu anotó el único gol del Mohammedan SC ante el Bashundhara Kings en la victoria por 1–0 en la 2023–24 BPL, siendo la primera vez que los Kings perdieron un partido de local en el estadio cortando un invicto de 31 partidos.

## Selección nacional
Bangladés jugó de local en el estadio por primera vez el 3 de septiembre de 2023 ante Afganistán.
| Fecha      | Local     | Resultado | Visita     | Torneo      | Espectadores |
| ---------- | --------- | --------- | ---------- | ----------- | ------------ |
| 3-9-2023   | Bangladés | 0–0       | Afganistán | Amistoso    | Desconocido  |
| 7-9-2023   | Bangladés | 1–1       | Afganistán | Amistoso    | Desconocido  |
| 17-10-2023 | Bangladés | 2–1       | Maldivas   | 2026 WCQ R1 | 6,729        |
| 21-11-2023 | Bangladés | 1–1       | Líbano     | 2026 WCQ R2 | 6,297        |
| 26-3-2024  | Bangladés | 0–1       | Palestina  | 2026 WCQ R2 | 5,195        |
| 6-6-2024   | Bangladés | 0–2       | Australia  | 2026 WCQ R2 | 5,227        |